# Superpuchar Bułgarii w piłce nożnej
Superpuchar Bułgarii w piłce nożnej (bułg. Суперкупа на България по футбол) – trofeum przyznawane zwycięskiej drużynie meczu rozgrywanego pomiędzy aktualnym Mistrzem Bułgarii oraz zdobywcą Pucharu Bułgarii w danym sezonie (jeżeli ta sama drużyna wywalczyła zarówno mistrzostwo, jak i puchar kraju to jej przeciwnikiem zostaje finalista pucharu).

## Historia
Pierwszy mecz o Superpuchar Bułgarii odbył się w 1989 roku. W tym spotkaniu CFKA Sredec pokonał 1:0 Czernomorec Burgas. Jednak potem rozgrywki nie organizowano. Po czternastoletniej przerwie rozgrywki reaktywowano w sezonie 2003/04. Superpuchar Bułgarii 2016 miał być 14. Superpucharem Bułgarii, corocznym bułgarskim meczem piłki nożnej rozgrywanym pomiędzy zwycięzcami A PFG i Pucharu Bułgarii z poprzedniego sezonu. Mecz miał zostać rozegrany pomiędzy CSKA Sofia, zwycięzcą Pucharu Bułgarii 2016, a Łudogorcem Razgradem, mistrzem A PFG 2015/16. Jednak przed meczem CSKA Sofia zbankrutowała, a następnie odebrała licencję zawodową innej drużynie. W rezultacie finał Superpucharu Bułgarii 2016 nie odbył się. Finał 2020 ze względu na środki przeciwepidemiczne został rozegrany bez udziału publiczności.

## Format
Mecz o Superpuchar Bułgarii rozgrywany jest przed rozpoczęciem każdego sezonu. W przypadku remisu po upływie regulaminowego czasu gry przeprowadza się dogrywka. Jeżeli i ona nie wyłoni zwycięzcę, to od razu zarządzana jest seria rzutów karnych. 

## Zwycięzcy i finaliści
| Sezon                                                        | K | K | T | Zwycięzca          | Wynik            | Finalista          | Data, miejsce                                      | Uwagi          |
| Superpuchar Bułgarii (bułg. Суперкупа на България по футбол) |   |   |   |                    |                  |                    |                                                    |                |
| 1989                                                         |   |   | 1 | CFKA Sredec        | 1:0              | Czernomorec Burgas | 15.07.1989, 9 Septemwri, Burgas, 20.000            |                |
| 1990–2003                                                    |   |   |   |                    |                  |                    |                                                    | nie rozgrywano |
| 2004                                                         |   |   | 1 | Łokomotiw Płowdiw  | 1:0              | Liteks Łowecz      | 31.07.2004, Nafteks, Burgas, 4.300                 |                |
| 2005                                                         |   |   | 1 | Lewski Sofia       | 1:1 pd. (k. 3:1) | CSKA Sofia         | 31.07.2005, im. Wasiła Lewskiego, Sofia, 9.894     |                |
| 2006                                                         |   |   | 2 | CSKA Sofia         | 0:0 pd. (k. 3:0) | Lewski Sofia       | 30.07.2006, im. Wasiła Lewskiego, Sofia, 9.751     |                |
| 2007                                                         |   |   | 2 | Lewski Sofia       | 2:1 pd.          | Liteks Łowecz      | 26.07.2007, im. Wasiła Lewskiego, Sofia, 14.000    |                |
| 2008                                                         |   |   | 3 | CSKA Sofia         | 1:0              | Liteks Łowecz      | 3.08.2008, im. Wasiła Lewskiego, Sofia, 8.950      |                |
| 2009                                                         |   |   | 3 | Lewski Sofia       | 1:0              | Liteks Łowecz      | 1.08.2009, im. Wasiła Lewskiego, Sofia, 2.300      |                |
| 2010                                                         |   |   | 1 | Liteks Łowecz      | 2:1 pd.          | Beroe Stara Zagora | 11.08.2010, im. Wasiła Lewskiego, Sofia, 1.700     |                |
| 2011                                                         |   |   | 4 | CSKA Sofia         | 3:1              | Liteks Łowecz      | 30.07.2011, Łazur, Burgas, 12.620                  |                |
| 2012                                                         |   |   | 1 | Łudogorec Razgrad  | 3:1              | Łokomotiw Płowdiw  | 11.07.2012, Łazur, Burgas, 2.730                   |                |
| 2013                                                         |   |   | 1 | Beroe Stara Zagora | 1:1 pd. (k. 5:3) | Łudogorec Razgrad  | 10.07.2013, im. Wasiła Lewskiego, Sofia, 1.070     |                |
| 2014                                                         |   |   | 2 | Łudogorec Razgrad  | 3:1              | Botew Płowdiw      | 13.08.2014, Łazur, Burgas, 4.400                   |                |
| 2015                                                         |   |   | 1 | Czerno More Warna  | 1:0              | Łudogorec Razgrad  | 12.08.2015, Łazur, Burgas, 1.810                   |                |
| 2016                                                         |   |   |   |                    |                  |                    |                                                    | nie rozgrywano |
| 2017                                                         |   |   | 1 | Botew Płowdiw      | 1:1 pd. (k. 5:4) | Łudogorec Razgrad  | 9.08.2017, Łazur, Burgas, 3.800                    |                |
| 2018                                                         |   |   | 3 | Łudogorec Razgrad  | 1:0              | Sławia Sofia       | 5.07.2018, Trace Arena, Stara Zagora, 850          |                |
| 2019                                                         |   |   | 4 | Łudogorec Razgrad  | 2:0              | Łokomotiw Płowdiw  | 3.07.2019, im. Wasiła Lewskiego, Sofia, 3.800      |                |
| 2020                                                         |   |   | 2 | Łokomotiw Płowdiw  | 1:0              | Łudogorec Razgrad  | 2.08.2020, Łudogorec Arena, Razgrad, 0             |                |
| 2021                                                         |   |   | 5 | Łudogorec Razgrad  | 4:0              | CSKA Sofia         | 17.07.2021, im. Wasiła Lewskiego, Sofia, 8.800     |                |
| 2022                                                         |   |   | 6 | Łudogorec Razgrad  | 2:2 pd. (k. 4:3) | Lewski Sofia       | 1.09.2022, im. Wasiła Lewskiego, Sofia, 21.342     |                |
| 2023                                                         |   |   | 7 | Łudogorec Razgrad  | 1:1 pd. (k. 4:2) | CSKA 1948 Sofia    | 10.02.2024, Iwajło, Wielkie Tyrnowo, 1.344         |                |
| 2024                                                         |   |   | 8 | Łudogorec Razgrad  | 3:2              | Botew Płowdiw      | 04.02.2025, Stadion Christa Botewa, Płowdiw, 6.777 |                |

Uwagi:

- wytłuszczono i kursywą oznaczone zespoły, które w tym samym roku wywalczyły mistrzostwo i Puchar kraju (dublet),
- wytłuszczono zespoły, które zdobyły mistrzostwo kraju,
- kursywą oznaczone zespoły, które zdobyły Puchar kraju.

## Statystyka

### Klasyfikacja według klubów
W dotychczasowej historii finałów o Superpuchar Bułgarii na podium oficjalnie stawało w sumie 11 drużyn. Liderem klasyfikacji jest Łudogorec Razgrad, który zdobył trofeum 8 razy.
Stan na 04.02.2025. 
| Lp. | Klub               | Zdobywca | Finalista         | Zwycięskie sezony      | Przegrane finały             |   |   |                                                |                        |
| --- | ------------------ | -------- | ----------------- | ---------------------- | ---------------------------- | - | - | ---------------------------------------------- | ---------------------- |
| Lp. | Klub               | 1.       | Łudogorec Razgrad | Zwycięskie sezony      | Przegrane finały             | 8 | 4 | 2012, 2014, 2018, 2019, 2021, 2022, 2023, 2024 | 2013, 2015, 2017, 2020 |
| 2.  | CSKA Sofia         | 4        | 2                 | 1989, 2006, 2008, 2011 | 2005, 2021                   |   |   |                                                |                        |
| 3.  | Lewski Sofia       | 3        | 2                 | 2005, 2007, 2009       | 2006, 2022                   |   |   |                                                |                        |
| 4.  | Łokomotiw Płowdiw  | 2        | 2                 | 2004, 2020             | 2012, 2019                   |   |   |                                                |                        |
| 5.  | Liteks Łowecz      | 1        | 5                 | 2010                   | 2004, 2007, 2008, 2009, 2011 |   |   |                                                |                        |
| 6.  | Botew Płowdiw      | 1        | 2                 | 2017                   | 2014, 2024                   |   |   |                                                |                        |
| 7.  | Beroe Stara Zagora | 1        | 1                 | 2013                   | 2010                         |   |   |                                                |                        |
| 8.  | Czerno More Warna  | 1        | 0                 | 2015                   |                              |   |   |                                                |                        |
| 9.  | Czernomorec Burgas | 0        | 1                 |                        | 1989                         |   |   |                                                |                        |
| 9.  | Sławia Sofia       | 0        | 1                 |                        | 2018                         |   |   |                                                |                        |
| 9.  | CSKA 1948 Sofia    | 0        | 1                 |                        | 2023                         |   |   |                                                |                        |

### Klasyfikacja według miast
Stan na 04.02.2025.
| Miasto       | Liczba tytułów | Kluby                    |
| ------------ | -------------- | ------------------------ |
| Razgrad      | 8              | Łudogorec (8)            |
| Sofia        | 7              | CSKA (4), Lewski (3)     |
| Płowdiw      | 3              | Łokomotiw (2), Botew (1) |
| Łowecz       | 1              | Liteks (1)               |
| Stara Zagora | 1              | Beroe (1)                |
| Warna        | 1              | Czerno More (1)          |

### Klasyfikacja według kwalifikacji
| Tytuł                      | Zwycięstw | Finałów |
| -------------------------- | --------- | ------- |
| Mistrz Bułgarii            | 12        | 7       |
| Zdobywca Pucharu Bułgarii  | 11        | 8       |
| Finalista Pucharu Bułgarii | 0         | 4       |